# 佐藤志満
佐藤 志満（さとう しま、1913年（大正2年）12月11日 - 2009年（平成21年）7月23日）は、日本の歌人。福岡県出身。夫は佐藤佐太郎。昭和20年代後半の5年間の作品を収めた第一歌集「草の上」では、戦後の貧しい日常生活を抒情豊かに詠じた。歌誌「歩道」の発行に力を注ぎながら生涯にわたり精力的に作歌を続け、晩年には、文芸評論家梶木剛が「志満調」と呼んだ、自宅庭前を中心とする独自の歌風を確立した。

## 経歴
- 1913年（大正2年）　鹿児島市に生まれる。郷里は福岡県京都郡苅田町、父伊森賢三、母キクの長女。
- 1931年（昭和6年）　朝鮮京城第一高等女学校卒業。東京女子大学国語専攻部入学。
- 1933年（昭和8年）　アララギに入会。
- 1938年（昭和13年）　佐藤佐太郎と結婚。斎藤茂吉選歌欄に属した。当時の筆名「水上よし」。
- 1945年（昭和20年） 歌誌「歩道」が創刊された
- 1948年（昭和23年） 「歩道」活版印刷更新第一号が発行され、その編集発行に尽力。
- 1963年（昭和38年）　第一歌集『草の上』（白玉書房）発行。日本歌人クラブ推薦歌集（現日本歌人クラブ賞）受賞。
- 1963年（昭和38年）　「鹿島海岸」30首で第一回短歌研究賞受賞。第二歌集『水辺』（短歌研究社）発行。
- 1968年（昭和43年）　「歩道」の編集発行者となる。
- 1969年（昭和44年）　第三歌集『渚花』（短歌研究社）発行。
- 1978年（昭和53年）　第四歌集『白夜』（短歌新聞社）発行。
- 1981年（昭和56年）　現代歌人叢書―自選歌集『淡き影』（短歌新聞社）発行。
- 1982年（昭和57年）　第五歌集『花影』（角川書店）発行。
- 1988年（昭和63年）　短歌新聞社現代短歌全集8―第六歌集『立秋』発行。
- 1991年（平成3年）　編著『佐藤佐太郎百首』（短歌新聞社）発行。
- 1993年（平成5年）　第七歌集『身辺』（短歌新聞社）発行。
- 1994年（平成6年）　第七歌集『身辺』により第一回短歌新聞社賞受賞。
- 1998年（平成10年）　第八歌集『小庭』（短歌新聞社）発行。
- 2000年（平成12年）　第九歌集『雨水』（短歌新聞社）発行
- 2001年（平成13年）　岩波書店『佐藤佐太郎選集』八巻の編集委員となった。
- 2009年（平成21年）　永眠。95歳。

## 著書

### 歌集
- 第一歌集『草の上』　1955年（昭和30年）　白玉書房
- 第二歌集『水邊』　1963年（昭和38年）　短歌研究社
- 第三歌集『渚花』　1969年（昭和44年）　短歌研究社
- 第四歌集『白夜』　1978年（昭和53年）　短歌新聞社
- 第五歌集『花影』　1982年（昭和57年）　角川書店
- 第六歌集『立秋』　1988年（昭和63年）　短歌新聞社
- 第七歌集『身辺』　1993年（平成5年）　短歌新聞社
- 第八歌集『小庭』　1998年（平成10年）　短歌新聞社
- 第九歌集『雨水』　2000年（平成12年）　短歌新聞社
- 第十歌集『黄柑』　2010年（平成22年）　短歌新聞社
- 自選歌集『淡き影』　1981年（昭和56年）　短歌新聞社
- 短歌新聞社文庫『身辺』　1997年（平成9年）　短歌新聞社
- 『佐藤志満全歌集』　2001年（平成13年）　短歌新聞社

### 編著
- 1991年（平成3年）　編著　『佐藤佐太郎百首』　短歌新聞社
- 1991年（平成3年）　編著　岩波文庫『佐藤佐太郎歌集』　岩波書店
- 1997年（平成9年）　編著　『佐藤佐太郎秀歌』　角川書店

### その他
- 2001年　『LAST　RAYS　OF　LIGHT　100　TANKA　BY　SHIMA　SATO』　企画編集：佐藤佐太郎英訳研究会　講談社出版サービスセンター発行